# Invasão do Sul da Sacalina
A Invasão do Sul de Sacalina, também chamada de Batalha de Sacalina (em russo: Южно-Сахалинская операция; em japonês: 樺太の戦い) foi a invasão soviética da porção territorial japonesa da ilha Sacalina conhecida como província de Karafuto. A operação foi parte da Guerra Soviético-Japonesa de 1945 e começou logo após a União Soviética declarar guerra ao Japão. 